# Special Collection
Special Collection es un EP de la banda Garbage, lanzado en el 2002 sólo en Japón. Contiene dos canciones inéditas (b-sides), una canción en vivo y dos canciones mezcladas.
La publicación de Special Collection coincidió con la promoción del tercer álbum de la banda titulado Beautifulgarbage en Japón, realizando presentaciones en Tokio y Osaka; y también aparecieron en el programa Pa-Pa-Pa-Pa-Puffy interpretando "Androgyny" y "Cherry Lips (Go Baby Go!)".

## Lanzamiento
El 27 de septiembre del 2001, Garbage lanza su tercer álbum de estudio, Beautifulgarbage en Japón, debutando en los charts de Oricon. Garbage había promocionado la publicación de su álbum, pero no tenían presentaciones planificadas en Japón hasta el 2002, cuando Garbage pudo programar su tiempo en el país e inmediatamente después, consiguieron ocho fechas en Australia y en el festival de rock Big Day Out en Nueva Zelanda.
Special Collection incluye "Use Me" y "Enough Is Never Enough", que habían sido grabados por Garbage en Smart Studios, Madison, Wisconsin, Estados Unidos, durante las grabaciones de Beautifulgarbage entre abril de 2000 y mayo de 2001. Ambas canciones habían sido publicadas como b-sides (caras b) del sencillo "Cherry Lips". Una versión en vivo de "Vow", fue grabada en el Festival de Roskilde el 26 de junio de 1998; esta canción había sido incluida en la versión en vivo del segundo álbum de la banda Version 2.0. A este se le llamó Version 2.0 Special Live Edition.
Un remix urban de "Androgyny" por el dúo The Neptunes y un remix de "Cherry Lips" por Eli Janney, la bajista de Girls Against Boys.

## Lista de canciones
1. "Use Me"
2. "Enough Is Never Enough"
3. "Androgyny" (The Neptunes remix)
4. "Vow" (Live)
5. "Cherry Lips (Go Baby Go!)" (DJEJ's Go-Go Jam)